# إيليا سوريانو
إيليا سوريانو (بالإيطالية: Elia Soriano) (26 يونيو 1989 بدارمشتات في ألمانيا - ) هو لاعب كرة قدم إيطالي في مركز الهجوم. لعب مع دارمشتات 98 وشتوتغارت كيكرز ونادي آلن ونادي كارلسروه وEintracht Frankfurt II ‏ وFC Würzburger Kickers ‏.

## وصلات خارجية
- إيليا سوريانو على موقع قاعدة بيانات كرة القدم.إي يو (الإنجليزية)
- إيليا سوريانو على موقع بيانات كرة القدم. دي إي (الألمانية)
- إيليا سوريانو على موقع Soccerway.com (الإنجليزية)
- إيليا سوريانو على موقع عالم كرة القدم.نت (الإنجليزية)